# Edivilson Brum
Edivilson Meurer Brum ou simplesmente Edivilson Brum (Rio Pardo, 25 de março de 1969) é um político brasileiro filiado ao Movimento Democrático Brasileiro (MDB).

## Biografia
Edivilson Brum é casado com Márcia Rocha Brum e é pai de cinco filhos: Camila, Lucas, Bibiana, Amanda e Mariana. Ele possuí uma tradição familiar na política, sendo neto, filho e irmão de políticos. Seu irmão, Edson Brum, é ex-deputado e atualmente conselheiro do Tribunal de Contas do Estado (TCE), e sua irmã, Ister Brum, também já atuou na política local.
Ele é formado em Ciências Políticas pela Universidade Luterana do Brasil (Ulbra) e em Gestão Pública pela Universidade de Caxias do Sul (UCS).

## Carreira política e pública
A trajetória política de Edivilson Brum iniciou-se em Rio Pardo, onde atuou como vereador de 1993 a 1996, chegando a presidir o Legislativo municipal. Em 1997, foi eleito vice-prefeito de Rio Pardo, na gestão de Bertoldo Pristh. Posteriormente, em 2001, Brum foi eleito prefeito de Rio Pardo, cargo para o qual foi reeleito em 2005.
Durante um período de afastamento de cargos eletivos, Edivilson Brum ocupou posições de destaque em importantes estatais e órgãos públicos. Ele presidiu a Sulgás - Companhia de Gás do Estado do RS, entre 2006 e 2007. Atuou como assessor da presidência da Companhia Nacional de Abastecimento (Conab) e do Gabinete do Ministério da Agricultura entre 2012 e 2013. Além disso, foi vice-presidente da Escola de Gestão Pública de Porto Alegre.
Sua experiência em gestão pública se estendeu à Federação das Associações dos Municípios do Rio Grande do Sul (Famurs), onde desempenhou as funções de coordenador-geral, coordenador técnico da Área de Mobilidade e Trânsito e superintendente Técnico e de Relações Institucionais. Em 2015, assumiu a posição de diretor-presidente da Companhia Riograndense de Mineração (CRM).
Em 2020, Edivilson Brum concorreu novamente à prefeitura de Rio Pardo, sendo eleito com 9.872 votos, o que correspondeu a 46,09% dos votos válidos.

### Deputado estadual
Nas eleições estaduais de 2022, Edivilson Brum foi eleito deputado estadual pelo MDB, conquistando uma cadeira na Assembleia Legislativa do Rio Grande do Sul para a 56ª legislatura (2023 — 2027) com 34.358 votos. No início de abril de 2025 se licenciou para assumir uma secretária estadual, o suplente Tiago Simon assumiu sua cadeira como deputado estadual.

### Secretário estadual da Agricultura, Pecuária, Produção Sustentável e Irrigação
Em 9 de abril de 2025, Edivilson Brum assumiu o cargo de secretário estadual da Agricultura, Pecuária, Produção Sustentável e Irrigação do Rio Grande do Sul, nomeado pelo governador Eduardo Leite. Ele substituiu Clair Kuhn na função.